# Andrés Gimeno
Andrés Gimeno Tolaguera, španski tenisač, * 3. avgust 1937, Barcelona, Španija, † 9. oktober 2019.
Tolaguera je največji uspeh kariere dosegel leta 1972 z zmago na turnirju Grand Slam za Odprto prvenstvo Francije, ko je v finalu v štirih nizih premagal Patricka Proisya. Svojo drugo uvrstitev v finale je dosegel leta 1969 na turnirju za Odprto prvenstvo Avstralije, ko ga je v finalu premagal Rod Laver v treh nizih. Na turnirjih za Odprto prvenstvo Anglije se mu je najdlje uspelo uvrstiti leta 1970 v polfinale, za Odprto prvenstvo ZDA pa v četrti krog v letih 1969 in 1972. Najvišjo uvrstitev na moški teniški lestvici ATP je dosegel 13. avgusta 1973 s 49. mestom. V karieri je zabeležil 159 zmag in 85 porazov. Leta 2009 je bil sprejet v Mednarodni teniški hram slavnih.

## Finali Grand Slamov posamično (2)

### Zmage (1)
| Leto | Turnir                    | Nasprotnik v finalu | Rezultat finala    |
| 1972 | Odprto prvenstvo Francije | Patrick Proisy      | 4–6, 6–3, 6–1, 6–1 |

### Porazi (1)
| Leto | Turnir                      | Nasprotnik v finalu | Rezultat finala |
| 1969 | Odprto prvenstvo Avstralije | Rod Laver           | 6–3, 6–4, 7–5   |